# Asthena nymphaeata
Asthena nymphaeata är en fjärilsart som beskrevs av Otto Staudinger 1897. Asthena nymphaeata ingår i släktet Asthena och familjen mätare. Inga underarter finns listade i Catalogue of Life.